# Trichoncus uncinatus
Trichoncus uncinatus är en spindelart som beskrevs av Denis 1965. Trichoncus uncinatus ingår i släktet Trichoncus och familjen täckvävarspindlar.
Artens utbredningsområde är Algeriet. Inga underarter finns listade i Catalogue of Life.